# Letecká informační příručka
Aeronautical information publication, česky letecká informační příručka, je Mezinárodní organizací pro civilní letectví definována jako publikace vydávaná státním orgánem a obsahujícím aeronautické informace potřebné k letecké navigaci v dané zemi.
Od 1. ledna 2008 je AIP České republiky volně přístupná na stránkách Řízení letového provozu České republiky.